# Юнг, Эдуард
Эдуард Юнг (иногда пишут в современном прочтении Эдвард Янг, англ. Edward Young; крещён 3 июля 1683, Апем близ Уинчестера — 5 апреля 1765, Уэлин, Хартфордшир) — английский поэт-масон, зачинатель кладбищенской поэзии эпохи сентиментализма.

## Биография
Сын священника. Изучал право в Оксфордском университете. Первые опубликованные произведения «Epistle to … Lord Lansdoune» (1713), «Poem on the Last Day» (1713), «The Force of Religion: or Vanquished Love» (1714), «On the late Queen’s Death and His Majesty’s Accession to the Throne» (1714) носили черты классицизма, особого успеха не имели.

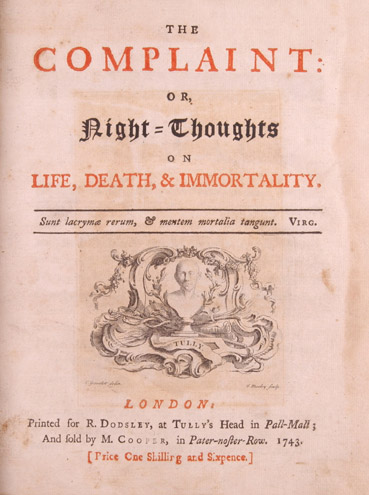
Первое издание «Ночных размышлений». Лондон, 1743

Широкую известность Юнг приобрёл религиозно-дидактической поэмой в девяти книгах «Жалоба, или Ночные размышления о жизни, смерти и бессмертии» (The Complaint, or Night Thoughts on Life, Death, and Immortality, 1742—1745), написанной под впечатлением смерти жены. Стихотворные размышления о горестях жизни, тщете человеческих стремлений стали образцом литературы сентиментализма и положили начало так называемой кладбищенской поэзии.
В России первые переводы «Ночных мыслей» начали появляться в 1770-е годы. А. М. Кутузов с 1778 публиковал в журнале «Утренний свет» прозаические переводы отдельных «Ночей». Позднее они вышли книгой «Плач Эдуарда Юнга, или Нощныя размышления о жизни, смерти и бессмертии» (1785). В подмосковной усадьбе масона И. В. Лопухина памяти поэта был посвящён т. н. Юнгов остров.

### Изданы в России[1]
- Письма Фонтенеля и Юнга / Пер.: Вышеславцов. — М.: в Университетской тип. у Хр. Клаудия, 1801. — 48 с.
- Юнг Э. Бытие разумное, или Нравственное воззрение на достоинство жизни = The complaint, or Night-thoughts / Пер. с фр. — М.: в тип. Пономарёва, 1787. — 174 с. — (Авт. установлен по изд.: Barbier. Dictionnaire des ouvrages annonymes. – T. 2).
- Юнг Э. Вождь к истинному благоразумию и к совершенному щастию человеческому, или Отбоные о сих материях мысли… / Пер.: А. В. Олешев. — СПб., 1780.
- Юнг Э. Вопли / Пер.: О. Лузанов. — СПб., 1791. — 36 с.
- Юнг Э. Дух, или Нравственные мысли славного Юнга, извлечённые из Нощных его размышлений: С присовокуплением некоторых нравственных стихотворений лучших российских и иностранных стихотворцев: Ломоносова, Хераскова, Державина, карамзина, Томсона и других / Пер. с фр.: А. Андреев. — СПб.: в тип. Гос. мед. коллегии, 1798. — 230 с. || . — М.: в тип. С. Селивановского, 1806. — 228 с.
- Юнг Э. Картина бытия помышлением созерцаема, или Умственное воззрение на драгоценность жизни / Перс англ.: Н. Морозов. — М.: в Губернской тип. у А. Решетникова, 1798. — 151 с.
- Юнг Э. Мысли Юнга об оригинальном сочинении / Пер. с фр.: И. А. Грацианский. — СПб.: в Императорской тип, 1812. — 108 с.
- Юнг Э. Ночи / Пер. в стихах: С. Н. Глинка.. — М., 1803. — 62 с. || . — 3-е изд. — М.: в Университетской тип, 1820. — 175 с.
- Юнг Э. Нощные мысли и другие некоторые сочинения г. Юнга / Пер. с англ. на фр., с фр.: И. Р. — СПб.: при Артиллерийском и Инженерном шляхетном кадетском корпусе у содержателя тип. Х. Ф. Клеэна, 1780. — 152 с.
- Юнг Э. Письмо к Волтеру. [Избек, или Добродетельный богач] / Пер. с фр.: Турнер. — СПб., 1782. — 11 с.
- Юнг Э. Плач, или Нощные мысли о жизни, смерти и бессмертии = The complaint, or night-thoughts on life, death and immortality / Пер. с англ.: С. Д. – Ч. 1–2. — СПб.: в тип. Г. М. коллегии, 1799. — 510; 505 с.
- Юнг Э. Плач, или Нощные размышления о жизни, смерти и бессмертии, в девяти нощах помещённые; с присовокуплением двух поэм: 1) Страшный суд, 2) Торжество веры над любовию, творения сего же знаменитого писателя = The complaint, or night-thoughts on life, death and immortality / Пер.: А. Кутузов. – Ч. 1–2. — 2-е изд. — М.: Типографич. компания, в вольной тип. И. Лопухина, 1785. || . — 3-е изд. — М.: в Губернской тип. у А Решетникова, 1799. || . — 3-е изд. — СПб.: тип. И. Глазунова, 1812.
- Юнг Э. Рассуждение о жизни, смерти и бессмертии человеков // Цветы любомудрия, или Философические рассуждения. — СПб., 1778. — С. 39–48.
- Юнг Э. Сатиры, или Любовь к славе всеобщая страсть / Пер. с фр.: А. Татаринов. — СПб.: тип. Б. Л. Гека, 1792. — 108 с.
- Юнг Э. Стихотворческие красоты / Пер. с англ.: М. Паренаго. — М.: в привилегир. тип. Кряжева и Мея, 1806. — 379 с.
- Юнг Э. Страшный суд: Поэма / Пер. с итал.: М. М. Щербатов. — СПб., 1777. — 45 с. || . — 2-е изд. — М.: в тип. Компании типографической, 1787. — 51 с.
- Юнг Э. Торжество веры над любовию: Поэма / Пер. с фр.: И. Лопухин. — М.: в Университетской тип. у Н. Новикова, 1780. — 45 с. || . — 2-е изд. — М.: в тип. Компании типографической, 1787. — 39 с.